# Систематическая номенклатура карбоновых кислот и их производных

Карбоксильная группа

К классу карбоновых кислот относятся соединения, содержащие карбоксильную группу −COOH. Соединения, содержащие одну карбоксильную группу, называются одноосновными карбоновыми кислотами, две — двухосновными, три — трехосновными и т.д. Номенклатура ИЮПАК разрешает сохранять их тривиальные названия. Для более сложных случаев названия кислот производят от названия углеводородов с тем же числом атомов углерода, что и в молекуле кислоты, с добавлением окончания «-овая» и слова «кислота». Например, этановая кислота, этандиовая кислота.
Допускается использовать окончание «-карбоновая кислота», с уменьшением длины углеводородного радикала на число карбоксильных групп. Этот способ наименования наиболее удобен для трех- и более основных кислот, а также кислот, имеющих циклический или гетероциклический углеводородный радикал. Например, 2-гидрокси-1,2,3-пропантрикарбоновая кислота (тривиальное название — лимонная кислота), 1,2,5,6-бензолтетракарбоновая кислота, 3-пиридинкарбоновая кислота.

## Соли карбоновых кислот
Названия солей карбоновых кислот получаются из названий соответствующих им углеводородов путём добавления окончания «-оат» и (для двух- и более основных кислот) числового суффикса перед ним, отражающего количество замещенных карбоксильных групп («-диоат», «-триоат», «-тетраоат» и т.д.) В случае неполного замещения в качестве катиона указывается необходимое количество атомов водорода. Например, (CO−O−K)2 — этандиоат калия (тривиальное название — оксалат калия), H−O−CO−CO−O−K — этандиоат водорода-калия (тривиальное название — гидрооксалат калия).